# Somnium
Somnium (in italiano Il sogno) è un breve racconto fantascientifico originariamente scritto nel 1609 in latino da Giovanni Keplero con intenti divulgativi e pubblicato postumo nel 1634 dal figlio Ludovico, ma il cui manoscritto già circolava dal 1611.
L'autore immagina di sognare un giovinetto islandese (alter ego di se stesso) che con la madre strega apprende di un'isola chiamata Levania (la Luna) da un demone.
Keplero dichiara apertamente che l'intento del racconto è di convincere i sostenitori della teoria geocentrica dell'opposto, ovvero del sistema eliocentrico copernicano.
Il Somnium presenta una dettagliata descrizione immaginativa di come la Terra potrebbe apparire se vista dalla Luna ed è considerato il primo serio trattato sull'astronomia lunare. Carl Sagan e Isaac Asimov lo hanno citato come la prima opera di fantascienza.

## Storia editoriale

Giovanni Keplero nel 1610

L'anno in cui si svolge il racconto è il 1608, quando lo scienziato tedesco si trovava alla corte di Rodolfo II a Praga. Intorno al 1609, quando era ormai matematico imperiale e aveva già pubblicato il suo capolavoro, l'Astronomia nova, prese piede l'idea di un racconto fantastico.
Il Somnium venne iniziato come dissertazione di uno studente in cui Keplero difendeva la dottrina copernicana del movimento della Terra, suggerendo che un osservatore sulla Luna avrebbe trovato i movimenti del pianeta chiaramente visibili tanto quanto lo è l'attività lunare per gli abitanti della Terra.
Nel 1610 una bozza del racconto iniziò probabilmente a circolare privatamente a Praga; una copia venne rubata e finì l'anno successivo nelle mani di persone che l'autore non conosceva, o che non avrebbe voluto la leggessero. La cosa non passò inosservata. La madre di Keplero fu arrestata con l'accusa di stregoneria pochi anni dopo, nel 1617. Il processo durò sei anni, durante i quali Keplero ne assunse la difesa. Vi sono dunque numerosi elementi nel racconto che riflettono la vita dell'autore: oltre alla madre strega, il protagonista Duracoto spende molto tempo a lavorare con Tycho Brahe, con cui Keplero aveva studiato nel 1600.
Anni dopo la prima stesura, Keplero aggiunse una cornice narrativa e, in seguito, scrisse numerose note per spiegare i concetti scientifici della sua narrazione, che riflettono gli stadi del suo sviluppo intellettuale. Fu così moltiplicato il numero delle pagine dedicate alle note (223), fino a giungere al triplo del testo che commentavano.
Il libro venne pubblicato solo nel 1634 dal figlio Ludwig Kepler, quattro anni dopo la morte del padre; il giovane aiutante di Keplero Jakob Bartsch aveva iniziato in precedenza a curarne la pubblicazione, ma era morto anch'egli nel 1633.

## Trama
(Incipit del racconto)
Keplero legge di una maga di talento di nome Libussa, addormentandosi durante la lettura. Racconta uno strano sogno che ha avuto leggendo quel libro. Il sogno inizia con Keplero che legge in un libro di Duracoto, un ragazzo islandese di 14 anni. La madre del giovane, Fiolxhilde, si guadagna da vivere vendendo borse di erbe e stoffa che riportano strani simboli. Duracoto viene venduto da Fiolxhilde a uno skipper dopo che il ragazzo aveva tagliato una delle borse rovinandole la vendita. Viaggia con lo skipper per qualche tempo, fino a quando una lettera deve essere consegnata a Tycho Brahe sull'isola di Hven (ora Ven, Svezia). Poiché Duracoto soffre di mal di mare per il viaggio, lo skipper lascia che il ragazzo consegni la lettera e stia con Tycho.
Tycho chiede ai suoi allievi d'insegnare il danese a Duracoto in modo che possano parlare. Con la lingua, Duracoto apprende l'astronomia da Tycho e dai suoi allievi. Il ragazzo è affascinato dall'astronomia e gode del tempo che trascorrono a guardare il cielo notturno. Trascorre diversi anni con Tycho prima di tornare a casa in Islanda.
Al suo ritorno in patria, Duracoto ritrova sua madre ancora viva. Lei è felice di sapere che è ben ferrato nell'astronomia, dato che possiede a sua volta tali conoscenze. Un giorno Fiolxhilde rivela al figlio come ha potuto apprendere tali cose. Gli racconta dei demoni che può evocare: questi esseri possono muoversi dovunque sulla Terra in un istante. Se il luogo è troppo lontano per prenderla con loro, i demoni glielo descrivono in dettaglio. Convoca quindi il suo demone preferito per parlare con loro.
Il demone evocato dice loro che "cinquantamila miglia nell'etere giace l'isola di Levania", che è la Luna della Terra. Secondo il demone, esiste una via tra l'isola di Levania e la Terra. Quando il passaggio è aperto, i demoni possono trasportare gli umani all'isola in quattro ore. Il viaggio è un trauma per gli esseri umani, così vengono sedati durante il percorso. Il freddo intenso è anch'esso un problema, ma i demoni usano i loro poteri per scongiurarlo. Un'altra preoccupazione è l'aria, così gli esseri umani devono tenere delle spugne umide nelle narici per respirare. Il viaggio è condotto con i demoni che spingono gli esseri umani verso Levania con grande forza. Al punto lagrangiano tra la Terra e la Luna, i demoni devono rallentare gli umani per non lanciarli con troppa forza sulla Luna.
Dopo aver descritto il viaggio a Levania, il demone osserva che i demoni sono sopraffatti dal sole. Vivono nell'ombra della Terra, chiamata Volva dagli abitanti di Levania. I demoni possono correre a Volva durante una eclissi solare, altrimenti restano nascosti nelle ombre su Levania.
Dopo che il demone ha parlato del comportamento degli altri demoni, passa a descrivere Levania. Levania è divisa in due emisferi chiamati Privolva e Subvolva. I due emisferi sono separati dal divisore. Privolva non vede mai la Terra (Volva), Subvolva vede Volva come loro luna. Volva si muove durante le stesse fasi come la vera luna.
Il demone continua le descrizioni di Subvolva e Privolva. Alcuni di questi dettagli sono di natura scientifica: come le eclissi apparirebbero dalla Luna, come la dimensioni dei pianeti varino a causa della distanza della Luna dalla Terra, un'idea delle dimensioni della Luna e altro. Alcuni dettagli di Levania sono fantascientifici, come le descrizioni delle creature che popolano Subvolva e Privolva, la crescita delle piante su ogni emisfero e il ciclo di vita e la morte di Levania.
Il sogno è interrotto nel bel mezzo della descrizione delle creature di Privolva. Keplero si sveglia dal sogno a causa di una tempesta che infuria fuori. Poi si rende conto che la sua testa è coperta e si è avvolto nelle coperte, proprio come i personaggi della sua storia.

## Ambientazione

### Levania
Keplero utilizza un demone per descrivere l'isola di Levania sotto vari aspetti scientifici. Le stelle fisse si trovano nella stessa posizione delle stelle fisse della Terra. I pianeti appaiono più grandi da Levania che dalla Terra a causa della distanza di Levania dalla Terra. Levania vede inoltre i moti planetari in modo diverso. Ad esempio, Levania non sembra spostarsi mentre si vede la Terra muoversi, proprio come la Terra non sembra muoversi quando si è sulla sua superficie, ma si vede la Luna muoversi. Questo è un esempio della difesa di Keplero della rotazione diurna di Copernico. Gli abitanti del divisore vedono i pianeti in modo diverso dal resto della Luna; in particolare Mercurio e Venere sembrano loro più grandi.

### Privolva
Un giorno è di circa 14 giorni terrestri, a volte meno. La notte a Privolva è di 15 o 16 giorni terrestri. Durante le notti, Privolva sperimenta intensi e forti venti freddi. Durante il giorno, Privolva sperimenta caldo estremo in assenza di vento. Durante la notte, l'acqua viene pompata a Subvolva. Durante il giorno privolvano, parte dell'acqua viene pompata di nuovo a Privolva per proteggere i suoi abitanti dall'intenso calore. Gli abitanti sono descritti come giganti che si nascondono sotto l'acqua per sfuggire al caldo diurno.

### Subvolva
Un giorno e notte è di circa 30 giorni terrestri. Una giornata a Subvolva rappresenta le fasi lunari sulla Terra. Subvolva vede la Terra come la sua luna. La Terra passa attraverso fasi come la nostra Luna fa durante la loro notte. Keplero osserva che Subvolva è abitato da creature serpentiformi. Il terreno subvolvano è disseminato di campi e città, proprio come il nostro mondo. Di notte su Privolva tutta l'acqua viene pompata a Subvolva per sommergere il terreno in modo che solo una piccola porzione di esso rimanga al riparo dalle onde. I subvolvani sono protetti dal Sole da una copertura nuvolosa quasi costante e dalla pioggia.

## Nella cultura di massa
Fresh Aire V di Mannheim Steamroller è un concept album ispirato al racconto. Il romanzo di Kim Stanley Robinson Galileo's Dream trae diretta ispirazione da esso.
In  Inventario, un romanzo dello scrittore israeliano Yaakov Shabtai, uno dei personaggi (Goldman) traduce il Somnium in ebraico e alla fine commette suicidio.

## Edizioni
- (LA) Johannes Kepler, Ioh. Keppleri mathematici olim imperatorii Somnium, Seu Opus posthumum de astronomia lunari. Divulgatum à M. Ludovico Kepplero Filio, Medicinae Candidato, Impressum partim Sagani Silesiorum, absolutum Francofurti, sumptibus haeredum authoris, 1634. (prima edizione)
- Johannes Kepler, Il «sogno» di Keplero. La Terra vista dalla Luna in un racconto del grande astronomo tedesco, a cura di Anna Maria Lombardi, Galàpagos 34, Milano, Alpha Test, Sironi editore, 2009, ISBN 978-88-518-0111-3.